# Saint-Péray
Saint-Péray är en kommun i departementet Ardèche i regionen Auvergne-Rhône-Alpes i sydöstra Frankrike. Kommunen ligger  i kantonen Saint-Péray som ligger i arrondissementet Tournon-sur-Rhône. År 2022 hade Saint-Péray 7 591 invånare.

## Befolkningsutveckling
Antalet invånare i kommunen Saint-Péray
Referens: INSEE

## Galleri

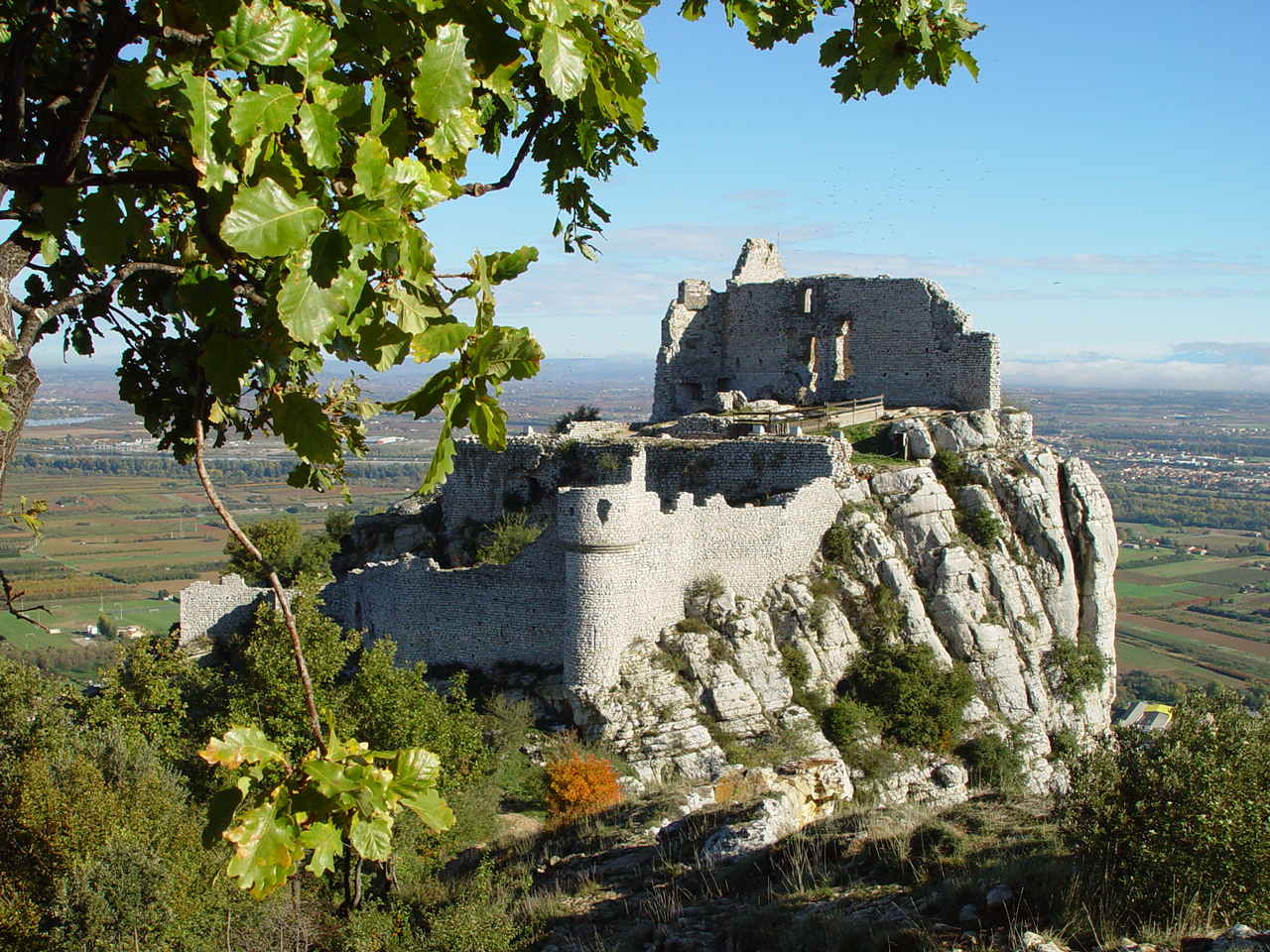
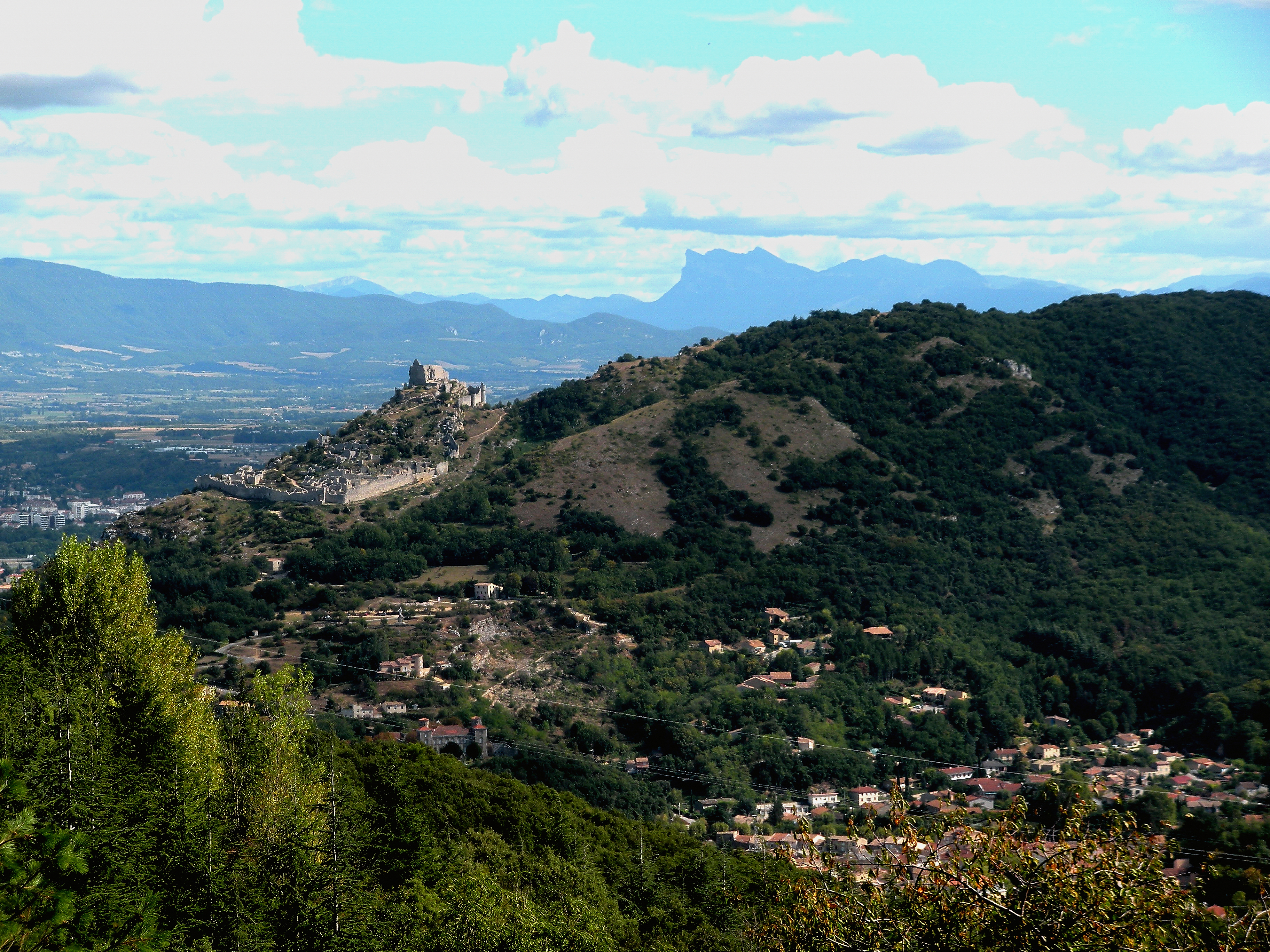
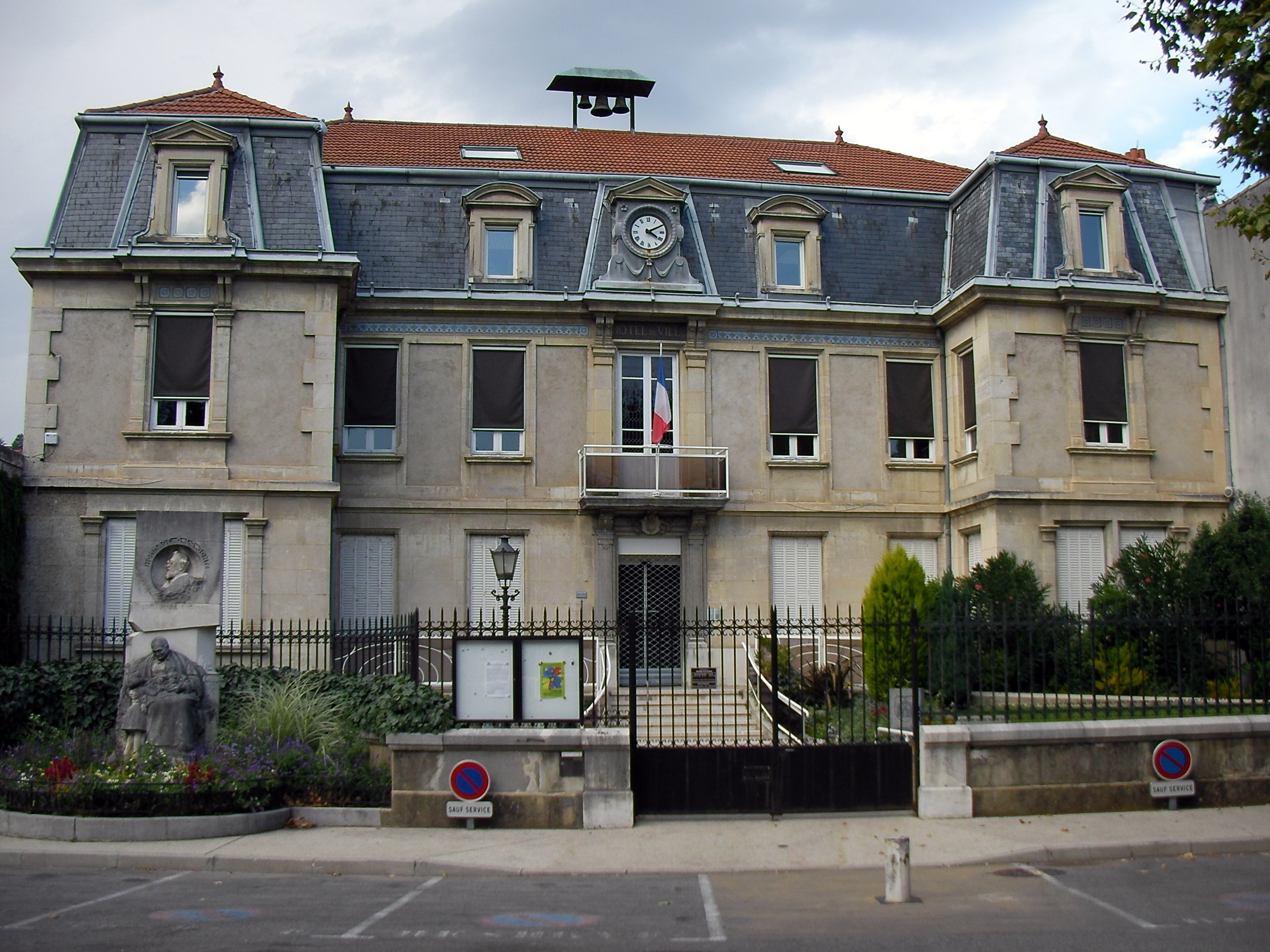